# Croton lepidus
Espèce
Croton lepidus est une espèce de plantes à fleurs du genre Croton et de la famille Euphorbiaceae présente au sud du Brésil.
Il a pour synonyme :
- Julocroton lepidus, S.Moore